# Alexandru Hangerli
Alexandru Hangerli (greacă: Αλέξανδρος Χαντζερήςn, n. 1768, Constantinopol, Imperiul Otoman – d. 12 iunie 1854, Moscova, Imperiul Rus) a fost domn al Moldovei între 7 martie 1807/24 iulie 1807.

## Domnie
În primăvara anului 1807, pe când Moldova era invadată de trupele rusești în veșnica și obsedanta lor luptă cu tot ce era turcesc sau legat de Imperiul Otoman (iar Moldova era desigur), Poarta numește la Iași ca domnitor pe Alexandru Hangerli, „un om de încredere”, care nu și-a plătit domnia cu pungi de aur, ci - dimpotrivă - fusese plătit de turci pentru a-și duce cu bine misiunea până la sfârșit.
Fusese dragoman al Porții, probabil reprezentant al fostului domnitor al Țării Românești, Constantin Hangerli (1797-1799), fiu, frate sau văr al acestuia și fusese trimis ca domn în Moldova într-o perioadă delicată pentru Turcia, într-o situație internațională tulbure, deoarece, știindu-l de multă vreme, turcii îl socotiră potrivit pentru noua misiune, capabil și mai ales de încredere. Doar că, drept mulțumire, acesta trece după vreo trei luni de partea rușilor, refugiindu-se în Ucraina. Ulterior, Hangerli s-a stabilit la Varșovia, unde-și clădise o frumoasă casă din lemn, dar din păcate aceasta fusese distrusă de un incendiu, nenorocire în care a ars și un dicționar greco-turc la care muncise multă vreme. Însă cu răbdare și pasiune s-a apucat să-l refacă, ajungând să-l tipărească în cele din urmă.
Fusese căsătorit cu Smaranda, fiica fostului domn al Moldovei, Grigore Callimachi, și a doamnei Elena.
Alexandru Hangerli s-a stabilit în cele din urmă în Germania cu familia, unde fiul acestora s-a naturalizat german, pierzându-se astfel filonul acestui neam de greci.
Primul domn din această familie a fost însă Constantin Hangerli, fost domn al Țării Românești, numit de turci tot legat de o problemă delicată, turcii având pe atunci mari probleme cu bandele lui Pazvantoglu, care jefuiau în epocă întreaga regiune a Dunării din Bulgaria și Țara Românească. Deși turcii mai avuseseră de-a face cu asemenea situații, încercară un compromis cu puternicele forțe ale bandiților înarmați, momindu-l pe Pasvantoglu cu onoarea de pașă de Vidin, iar pe oamenii săi cu iertarea și încorporarea în armata otomană, dar fără succes, astfel că acesta a ajuns mai puternic și mai agresiv, ajungând să amenințe atât Bucureștiul, cât și Istanbulul.